# أمير بيغ
أمير بيغ هي قرية في مقاطعة خوي، إيران. عدد سكان هذه القرية هو 72 في سنة 2006.